# Sorghum matarankense
Sorghum matarankense là một loài thực vật có hoa trong họ Hòa thảo. Loài này được Garber & Snyder miêu tả khoa học đầu tiên năm 1951.